# Microstola ammoscia
Microstola ammoscia är en fjärilsart som beskrevs av Oswald Beltram Lower 1920. Microstola ammoscia ingår i släktet Microstola och familjen björnspinnare. Inga underarter finns listade i Catalogue of Life.